# John Rabe Communication Centre

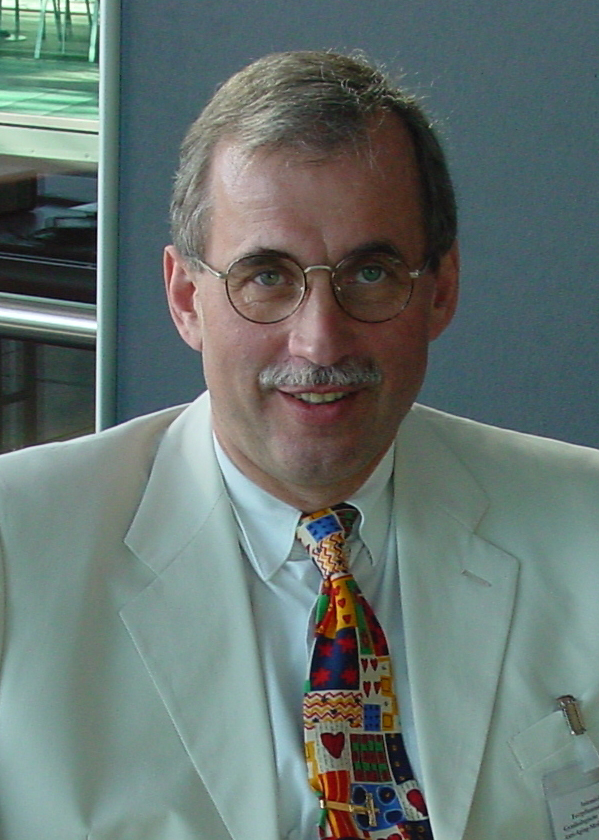
Thomas Rabe, der Enkelsohn von John Rabe

Das John Rabe Communication Centre (deutsch John-Rabe-Kommunikationszentrum) ist ein kleines Informationszentrum und Museum in Heidelberg, das von Thomas Rabe gegründet wurde und das Ziel verfolgt, das Leben von John Rabe mithilfe dessen Tagebüchern zu dokumentieren und eine Basis zur Völkerverständigung, insbesondere zwischen China und Japan, zu schaffen.

## Hintergrund
Im Jahr 1937 rettete John Rabe in Nanjing mehr als 250.000 Chinesen der Zivilbevölkerung bei einem Überfall durch die Kaiserlich Japanische Armee das Leben (siehe Massaker von Nanjing).

## Ziele
Das Museum soll die Ereignisse in Nanjing und speziell die Erlebnisse von John Rabe dokumentieren. Die Einrichtung dient verschiedenen Friedensprojekten als Plattform.

## John-Rabe-Friedenspreis

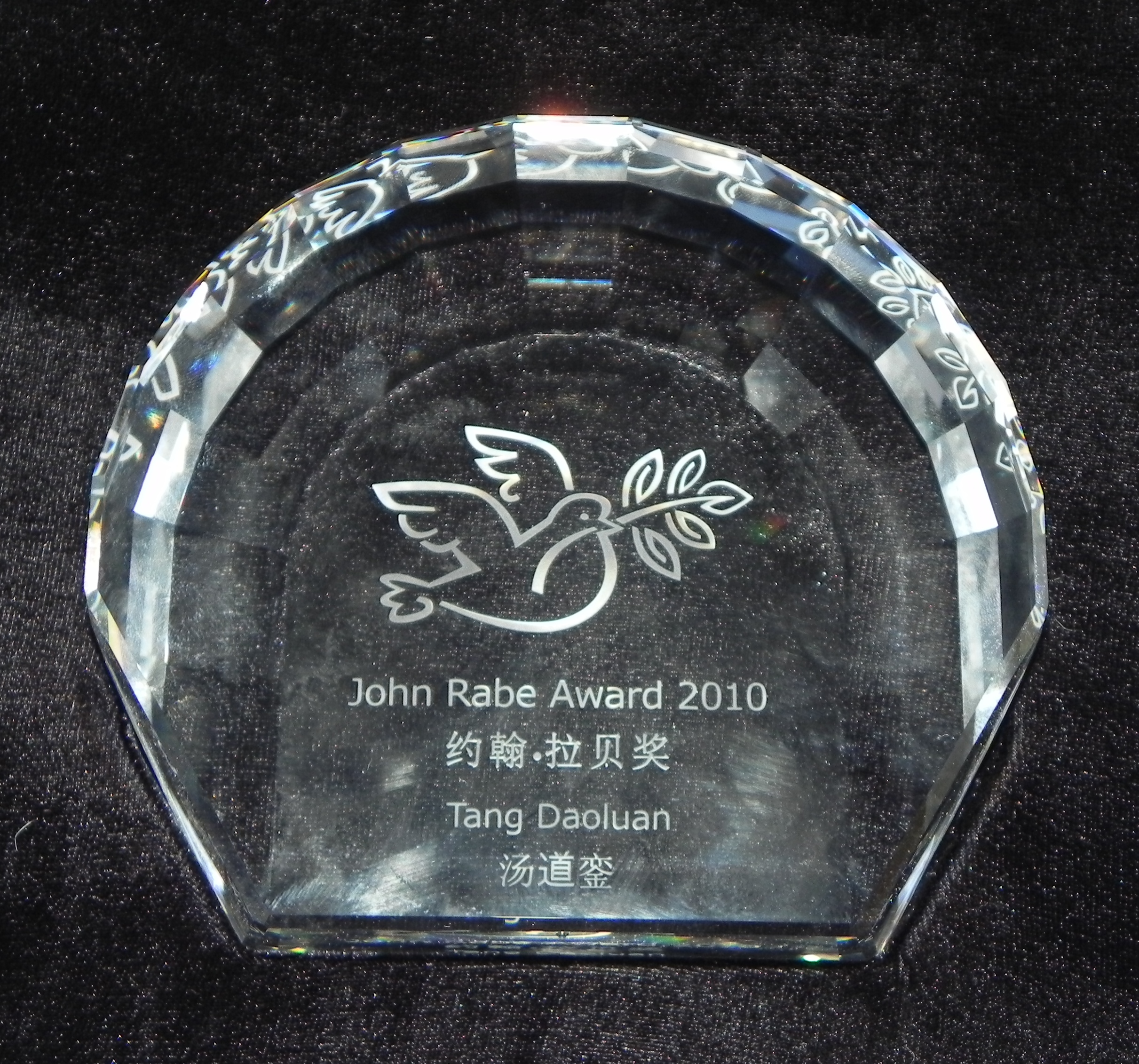
John-Rabe-Friedenspreis 2010

Seit 2009 vergibt das John-Rabe-Kommunikationszentrum jährlich den John-Rabe-Friedenspreis (John Rabe Award) an Personen, die sich in besonderer Weise für die Aufarbeitung der eigenen Geschichte, für Völkerverständigung und Frieden im Zusammenhang mit China eingesetzt haben. Erster Preisträger war der japanische Schauspieler Teruyuki Kagawa:

„Der Schauspieler wird dafür ausgezeichnet, dass er als Japaner den Mut und die Zivilcourage bewies, die Rolle des HIH-Prinzen Asaka in dem Film ‚John Rabe‘ zu spielen und hierdurch zeigte, dass die Anerkennung der historischen Wahrheit für die Völkerverständigung von China und Japan wichtiger ist, denn je.“

Der John-Rabe-Friedenspreis 2010 wurde am 8. November 2010 im Chinesischen Kulturzentrum Berlin an die ehemalige Direktorin des John-Rabe-Hauses in Nanjing Tang Daoluan sowie Gedenkdienst-Gründer Andreas Maislinger verliehen. Wie bereits 2009 wurden die Auszeichnungen von der österreichischen Firma Swarovski zur Verfügung gestellt.
Am 6. Juni 2013 wurden die Sinologen Gerd Kaminski und Richard Trappl im Parlament in Wien von Thomas Rabe mit dem John Rabe Award ausgezeichnet. Laudatoren waren Wolfgang Schüssel und Wolfgang Kubin.

## Belege
1. ↑  Interview mit Thomas Rabe, Radio China International
2. ↑  John Rabe Peace Award 2010 (Memento vom 22. Dezember 2010 im Internet Archive)
3. ↑  John Rabe Award 2013

Koordinaten: 49° 25′ 8,2″ N, 8° 41′ 42,3″ O